# Каррен (Іллінойс)
Каррен (англ. Curran) — селище (англ. village) в США, в окрузі Сенґамон штату Іллінойс. Населення — 213 особи (2020).

## Географія
Каррен розташований за координатами 39°44′32″ пн. ш. 89°46′42″ зх. д. / 39.74222° пн. ш. 89.77833° зх. д. (39.742189, -89.778210).  За даними Бюро перепису населення США в 2010 році селище мало площу 5,36 км², уся площа — суходіл.

## Демографія
Згідно з переписом 2010 року, у селищі мешкало 212 осіб у 89 домогосподарствах у складі 63 родин. Густота населення становила 40 осіб/км².  Було 95 помешкань (18/км²).
Расовий склад населення:
| - 97,2 % — білих - 2,4 % — азіатів |

До двох чи більше рас належало 0,5 %. Частка іспаномовних становила 0,5 % від усіх жителів.
За віковим діапазоном населення розподілялося таким чином: 21,2 % — особи молодші 18 років, 62,3 % — особи у віці 18—64 років, 16,5 % — особи у віці 65 років та старші. Медіана віку мешканця становила 44,3 року. На 100 осіб жіночої статі у селищі припадало 94,5 чоловіків;  на 100 жінок у віці від 18 років та старших — 89,8 чоловіків також старших 18 років.
Середній дохід на одне домашнє господарство  становив 44 850 доларів США (медіана — 36 429), а середній дохід на одну сім'ю — 51 551 долар (медіана — 39 583). За межею бідності перебувало 25,9 % осіб, у тому числі 40,5 % дітей у віці до 18 років та 19,0 % осіб у віці 65 років та старших.
Цивільне працевлаштоване населення становило 90 осіб. Основні галузі зайнятості: освіта, охорона здоров'я та соціальна допомога — 25,6 %, роздрібна торгівля — 12,2 %, науковці, спеціалісти, менеджери — 11,1 %, виробництво — 11,1 %.